# Обобщённая восприимчивость
Обобщённая восприимчивость — характеристика линейного отклика термодинамической системы на слабое возмущение.
Если на систему действует сила зависящая от времени {\displaystyle f(t)}, то, согласно принципу Ле Шателье — Брауна, она вызывает в системе силы, которые пытатются уменьшить её влияние. В общем случае при малых приложенных возмущениях отзыв любой термодинамической системы будет линейным и характеризоваться опредёленным запаздыванием
{\displaystyle {\bar {x}}(t)=\int _{0}^{\infty }\alpha (\tau )f(t-\tau )d\tau } ,
где {\displaystyle {\bar {x}}} — средний отклик системы, {\displaystyle \alpha (t)} — определённая функция времени.
Обобщённой восприимчивостью называют фурье образ величины {\displaystyle \alpha (t)}
{\displaystyle \alpha (\omega )=\int _{0}^{\infty }\alpha (t)e^{i\omega t}dt}
Под определение обобщённой восприимчивости подпадают привычные поляризуемость, магнитная восприимчивость и многие другие величины.
Обобщённая восприимчивость — комплексная величина:
{\displaystyle \alpha (\omega )=\alpha ^{\prime }(\omega )+i\alpha ^{\prime \prime }(\omega )}
Мнимая часть восприимчивости описывает процессы диссипации энергии.
Действительная и мнимая часть обобщенной восприимчивости не полностью независимы, а связаны между собой соотношениями аналогичными соотношениями Крамерса — Кронига:
{\displaystyle \alpha ^{\prime }(\omega )-1={\frac {1}{\pi }}{\mathcal {P}}\int _{-\infty }^{\infty }{\frac {\alpha ^{\prime \prime }(x)}{x-\omega }}dx,}
{\displaystyle \alpha ^{\prime \prime }=-{\frac {1}{\pi }}{\mathcal {P}}\int _{-\infty }^{\infty }{\frac {\alpha ^{\prime }(x)-1}{x-\omega }}dx}

## Пример
Рассмотрим гармоничный осциллятор с затуханием {\displaystyle \gamma } и внешним возмущением {\displaystyle h(t)},
{\displaystyle {\ddot {x}}(t)+\gamma {\dot {x}}(t)+\omega _{0}^{2}x(t)=h(t).\,}
Тогда комплексную обобщённую восприимчивость можно определить через преобразование Фурье:
{\displaystyle {\tilde {\chi }}(\omega )={\frac {{\tilde {x}}(\omega )}{{\tilde {h}}(\omega )}}={\frac {1}{\omega _{0}^{2}-\omega ^{2}+i\gamma \omega }}.\,}